# Ajuntament de Tiana
L'Ajuntament de Tiana és la casa consistorial de Tiana (Maresme), una obra inclosa a l'Inventari del Patrimoni Arquitectònic de Catalunya.

## Descripció
És un edifici civil format per dos cossos laterals de planta baixa i pis, i un cos central més elevat sobre el que recau la major part de l'ornamentació. Aquest cos tendeix a marcar la verticalitat de l'edifici, contrastant amb els cossos laterals, Cal destacar el pòrtic inferior suportat per dos pilars, la balconada que ocupa tot el segon pis del cos central, les motllures geomètriques que decoren les finestres, les balustrades de les finestres dels cossos laterals, la cornisa suportada per mènsules que s'allarguen i recorren gran part de la façana, arribant a esdevenir veritables elements decoratius, i les antefixes que decoren la mateixa cornisa.
Les cobertes del terrat són transitables.